# Eleccions presidencials del Kazakhstan de 2011
Les eleccions presidencials del Kazakhstan de 2011 van ser unes eleccions que es van celebrar el 3 d'abril de 2011 al Kazakhstan per a triar el president del país. Les eleccions es van convocar de manera anticipada després que el Consell Constitucional rebutgés el pla de celebrar un referèndum per a augmentar els límits del mandat presidencial fins a 2020.
Nazarbàiev va ser reelegit per a un quart mandat amb el 95% dels vots i una participació del 90%, enfront de tres candidats nominals. L'Organització per a la Seguretat i la Cooperació a Europa (OSCE) s'ha queixat de la falta de transparència i competència en la votació.

## Context
Es va proposar celebrar un referèndum sobre l'ampliació dels límits del mandat presidencial el març de 2011. El mandat del president Nursultan Nazarbàiev expirava en 2012 i el referèndum hauria evitat les dues pròximes eleccions previstes. Un funcionari kazakh va declarar que la mesura «ajudaria a estalviar els nostres esforços i recursos, ja que tothom coneix el resultat de les eleccions per endavant». Hauria estat el segon referèndum sobre la prolongació del mandat de Nazarbàiev, ja que el primer, celebrat en 1995, va prorrogar el seu mandat fins a l'any 2000, mentre que en 2007 el parlament va modificar la llei electoral per a permetre als candidats presentar-se sense límit de mandat.
Encara que Nazarbàiev va rebutjar la proposta, aquesta hauria continuat endavant si el 80% dels membres del parlament (controlat al 100% pel seu partit) votés a favor, o si una petició pública obtingués almenys 200.000 signatures. Els mitjans de comunicació van indicar que una petició de referèndum ja havia estat signada per 2.600.000 persones.
El 31 de gener, el Consell Constitucional va rebutjar la proposta de referèndum per a una esmena constitucional destinada a prolongar el mandat de Nazarbàiev fins a 2020, al·legant que l'esmena no especificava per quant temps i quantes vegades podia prolongar-se el mandat presidencial. Per això, el tribunal va remetre l'assumpte al mateix president, tal com exigeix la constitució del Kazakhstan. Nazarbàiev va acceptar deixar de costat el referèndum constitucional i va convocar immediatament unes eleccions presidencials anticipades. Segons els analistes, és possible que Nazarbàiev hagi fet marxa enrere en el pla d'ampliació del mandat a causa de les reaccions negatives dels Estats Units, la UE i l'OSCE, i amb la finalitat de guanyar cinc anys de temps per a resoldre les qüestions de successió.

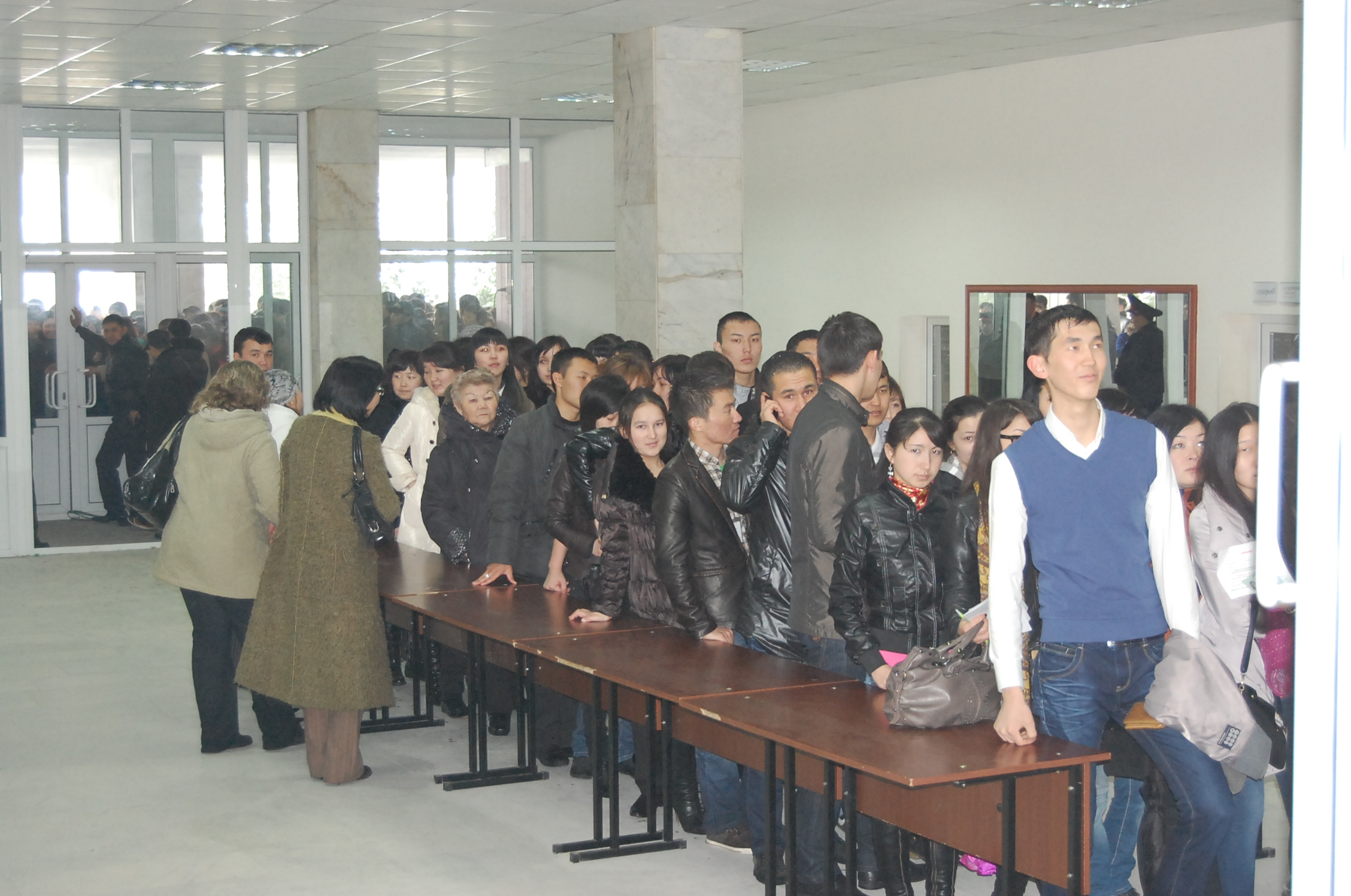
Cua en un col·legi electoral situat al campus de la Universitat Nacional Kazakh Al-Farabi.